# Uladsislau Schopik
Uladsislau Aljaksandrawitsch Schopik (belarussisch Уладзіслаў Аляксандравіч Шопик, russisch Владислав Александрович Шопик Wladislaw Alexandrowitsch Schopik, englische Transkription: Uladzislau Shopik, auch Vladislav Shopik; * 28. August 2001) ist ein belarussischer Poolbillardspieler aus Minsk. Er wurde 2016 belarussischer Meister in den Disziplinen 9-Ball und 14/1 endlos.

## Karriere

### Poolbillard
2012 nahm Uladsislau Schopik erstmals an der belarussischen Meisterschaft teil, blieb dabei aber sieglos. Anfang 2013 gewann er zum ersten Mal ein Turnier der nationalen Jugendturnierserie. Bei der belarussischen Meisterschaft 2013 erreichte er in allen vier Disziplinen (8-Ball, 9-Ball, 10-Ball und 14/1 endlos) das Achtelfinale. 2014 zog er im 14/1 endlos und im 8-Ball ins Viertelfinale ein. Im Mai 2015 wurde er belarussischer Vizemeister der U18-Junioren im 9-Ball, nachdem er das Finale mit 3:6 gegen Uladsislau Les verloren hatte. Im Juni gelang ihm sein erster Turniersieg bei der nationalen Pokalserie. Wenig später nahm er zum ersten Mal an der Schülereuropameisterschaft teil und erreichte in drei Wettbewerben die Runde der letzten 32. Bei der nationalen Meisterschaft 2015 erreichte er das Viertelfinale im 10-Ball.
Im Mai 2016 wurde Schopik durch einen 5:0-Finalsieg gegen Artur Tschaikouski belarussischer U16-Meister im 9-Ball. Bei der Schüler-EM 2016 erreichte er im 10-Ball das Achtelfinale und im 9-Ball das Viertelfinale. Im Anschluss an die EM nahm er zum ersten Mal an einem Euro-Tour-Turnier teil, den Albanian Open, und belegte den 65. Platz. Im November 2016 zog er beim Kremlin Cup in die Runde der letzten 32 ein, in der er dem mehrfachen Weltmeister Mika Immonen nur knapp mit 6:8 unterlag. Einen Monat später gewann er seine ersten Medaillen bei der belarussischen Meisterschaft: Nachdem er im 8-Ball im Viertelfinale ausgeschieden war, gewann er im 9-Ball durch einen 7:4-Sieg gegen Uladsislau Zyrykau seinen ersten Titel. Mit 15 Jahren und 3 Monaten war er der bislang jüngste belarussische Meister im Poolbillard. Anschließend verlor er das 10-Ball-Finale gegen Marharyta Fjafilawa mit 5:6 und besiegte im Endspiel des 14/1-endlos-Wettbewerbs Uladsislau Zyrykau mit 75:42.
Im Mai 2017 wurde Schopik nationaler Vizemeister der U18-Junioren im 9-Ball. Im August gewann er bei der Schülereuropameisterschaft seine erste Medaille. Nachdem er in den ersten drei Wettbewerben im Achtelfinale ausgeschieden war, zog er im 9-Ball ins Halbfinale ein, in dem er dem späteren Europameister Sanjin Pehlivanović mit 4:7 unterlag. Anschließend erreichte er bei den Dutch Open, seiner zweiten Euro-Tour-Teilnahme, erneut den 65. Platz. Im September 2017 zog Schopik bei der belarussischen Meisterschaft im 14/1 endlos ins Finale ein, in dem er sich dem Rekordmeister Dsmitryj Tschuprou mit 12:75 geschlagen geben musste. Wenig später erreichte er bei der U17-Weltmeisterschaft das Viertelfinale, in dem er dem Polen Wiktor Zieliński mit 2:9 unterlag. Im Dezember 2017 verlor er das Finale der belarussischen 8-Ball-Meisterschaft gegen Tschuprou mit 4:6 und schied im 9-Ball-Halbfinale gegen Mikita Polujan aus.

### Snooker
Im Januar 2014 wurde Schopik nach einer 1:3-Finalniederlage gegen Jana Schut belarussischer Vizemeister der U18-Junioren im Snooker. Nachdem er bei seinen beiden ersten Teilnahmen 2013 und 2014 sieglos geblieben war, erreichte Schopik 2015 bei der belarussischen Snooker-Meisterschaft das Viertelfinale, in dem er dem Rekordsieger Aljaksandr Kaszjukawez mit 0:3 unterlag.

## Erfolge
- Belarussischer 9-Ball-Meister: 2016
- Belarussischer 14/1-endlos-Meister: 2016